# گابریل یاکوب
گابریل یاکوب (انگلیسی: Gabriel Yacoub; ۴ فوریهٔ ۱۹۵۲ – ۲۲ ژانویهٔ ۲۰۲۵) خواننده، و خواننده-ترانه‌پرداز اهل فرانسه بود. وی بین سال‌های ۱۹۷۱ تا ۲۰۱۷ میلادی فعالیت می‌کرد
او یکی از اعضای اصلی گروه موسیقی مالیکورن از زمان تشکیل آن در سال ۱۹۷۳ بود. وی به عنوان پیشگام احیای موسیقی سنتی در قالب‌های معاصر بود. او بعداً موسیقی انفرادی از جمله اشعار خود را نیز نواخت و ضبط کرد.